# Mary Doria Russell

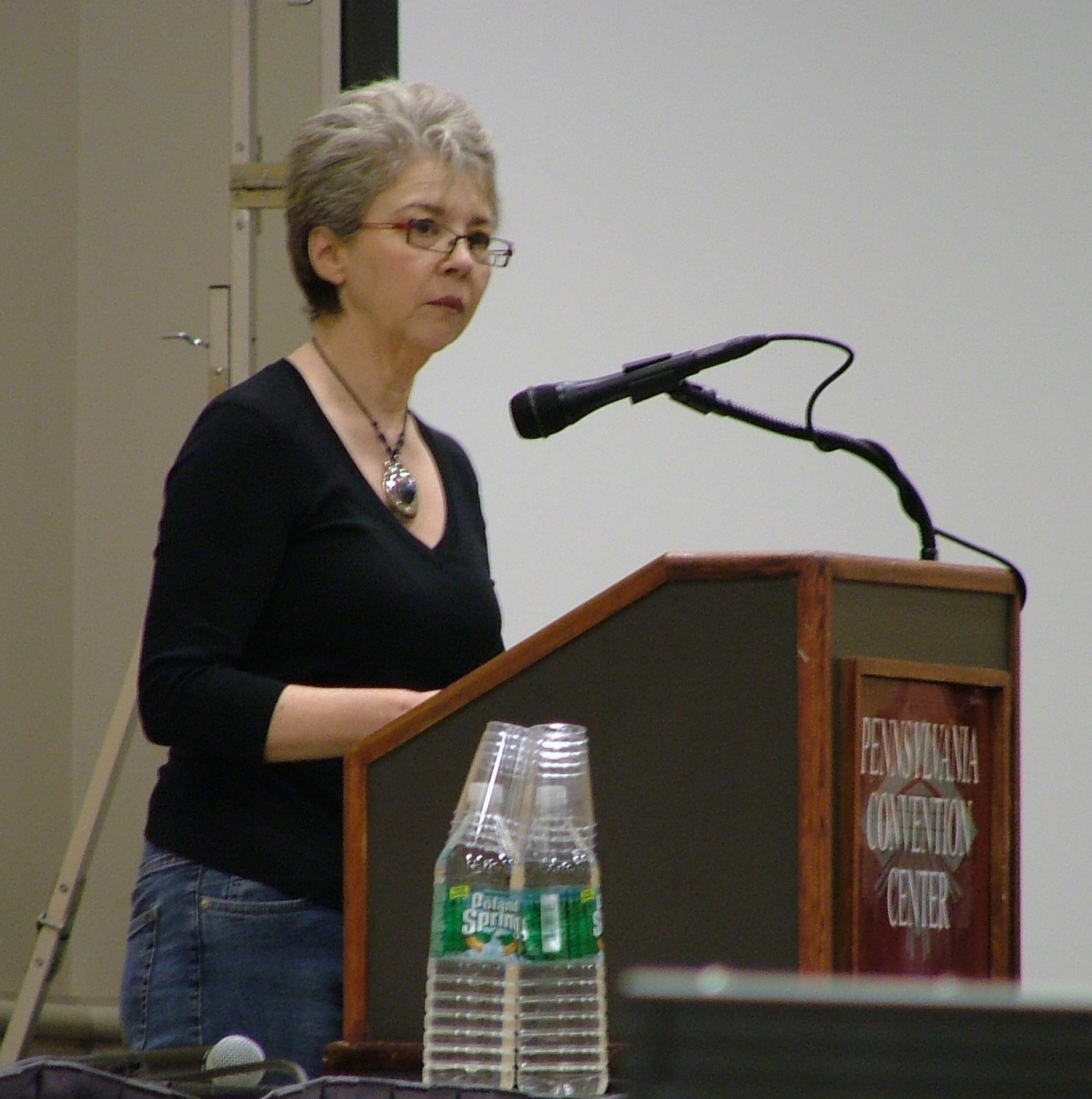
Mary Doria Russell

Mary Doria Russell (Chicago, 19 augustus 1950) is een Amerikaanse schrijfster van sciencefiction en historische romans.
Russell is bekend geworden met twee romans waarin een traditioneel thema van het SF-genre wordt behandeld: het eerste contact met buitenaardse wezens.
Russell heeft een aantal prijzen gewonnen, waaronder de John W. Campbell Award for Best New Writer in Science Fiction, de BSFA Award (van de British Science Fiction Association) en een nominatie voor de Hugo Award.
Russell is opgevoed als katholiek, maar heeft zich later uit eigen keuze tot het jodendom bekeerd.